# Croton teucridium
Espèce
Croton teucridium est une espèce de plantes à fleurs du genre Croton et de la famille des Euphorbiaceae, présente au Brésil (Espírito Santo).
Il a pour synonyme :
- Oxydectes teucridium, (Baill.) Kuntze